# Верпете
Верпете (словен. Verpete) — поселення в общині Войник, Савинський регіон, Словенія. 
Висота над рівнем моря: 344,1 м.